# 미녀 갱 카르멘
《미녀 갱 카르멘》(프랑스어: Prénom Carmen)은 1983년 제작된 프랑스의 영화로, 장뤼크 고다르가 감독을 맡았다. 1983 베네치아 영화제 황금사자상 수상작이다.

## 출연

### 주연
- 마루츠카 데트메르스
- 자끄 보나페

### 조연
- 크리스토퍼 오덴트
- 이폴리트 지라르도
- 발레리 드리빌
- 자크 빌레렛
- 장 뤽 고다르